# Chrastná (Úžice)
Chrastná (německy Chrastna) je malá vesnice, část obce Úžice v okrese Kutná Hora. Nachází se asi 2,5 kilometru severně od Úžice. Chrastná leží v katastrálním území Smrk u Úžic o výměře 5,11 km².

## Historie
První písemná zmínka o vesnici pochází z roku 1291.

## Fotogalerie

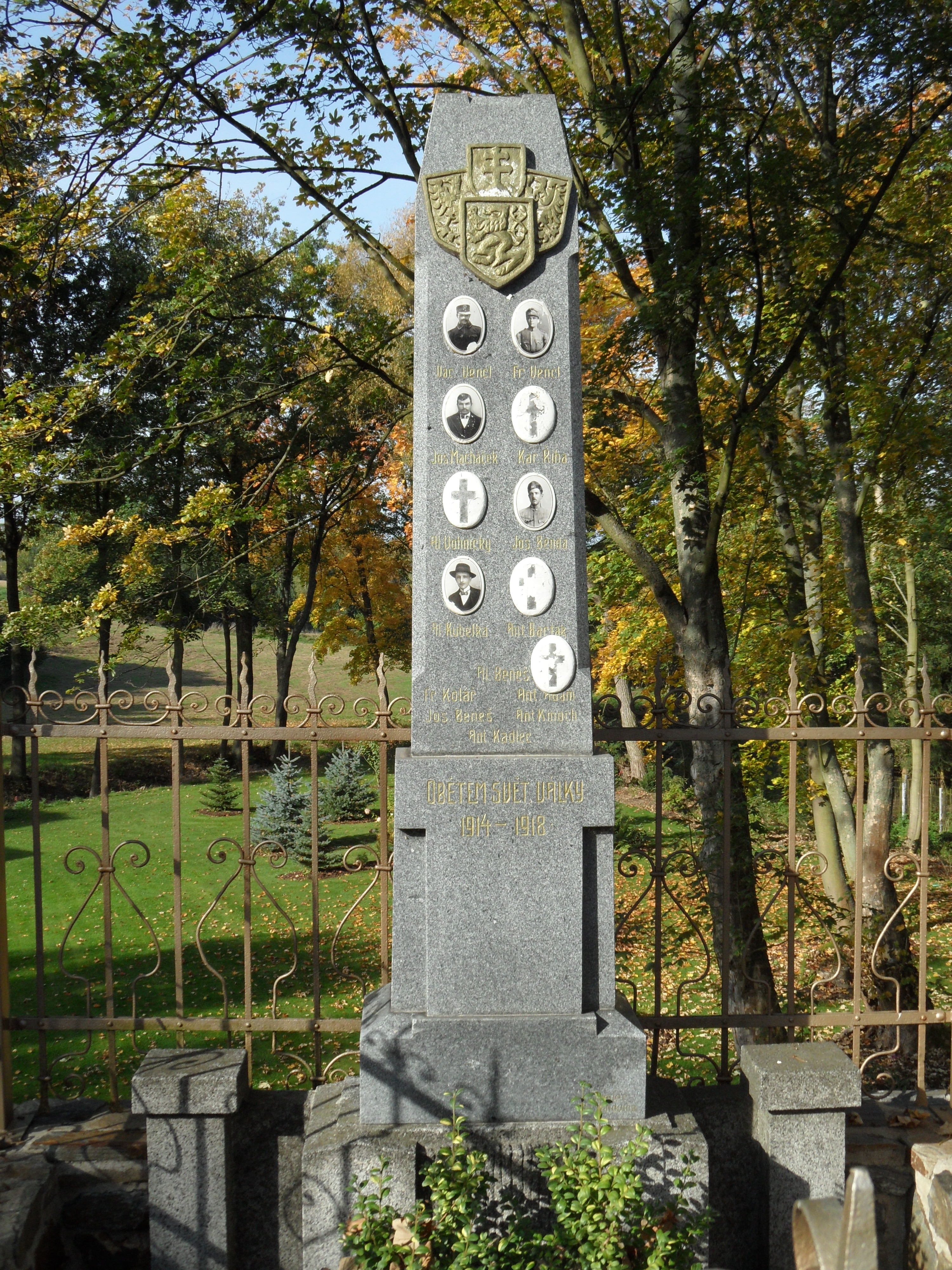
Památník obětem první světové války
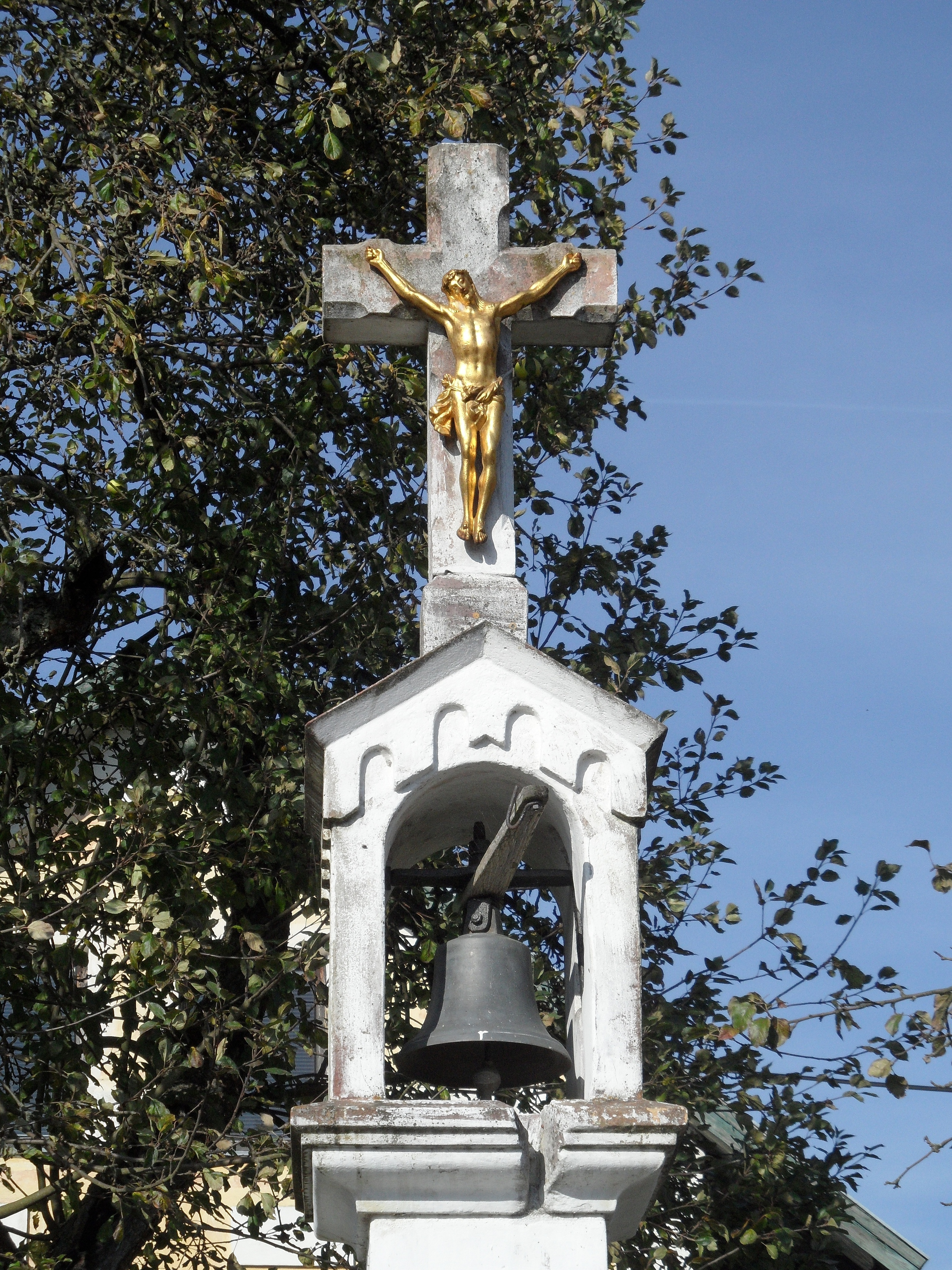
Detail zvoničky
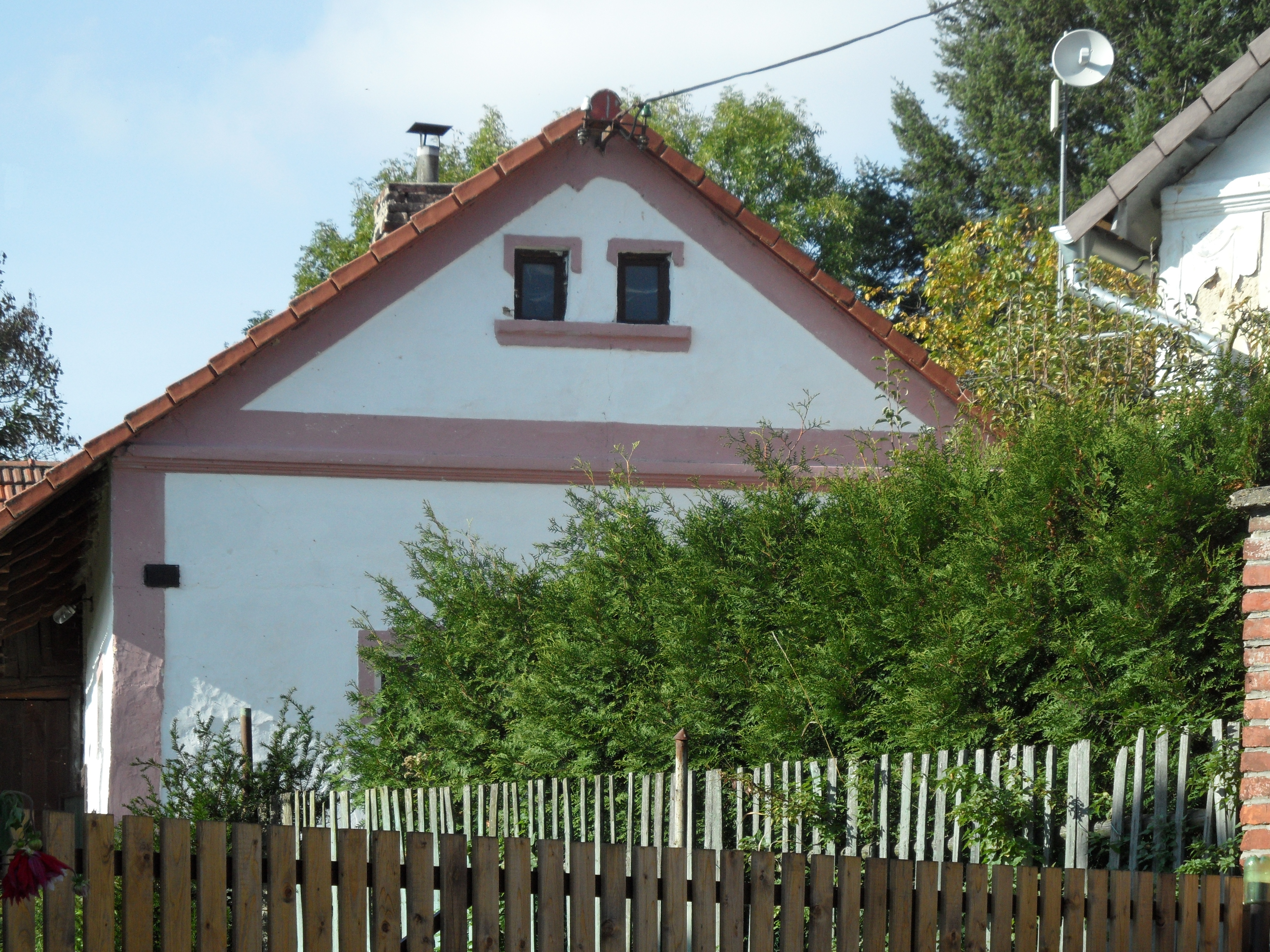
Dům se štítem a plotem
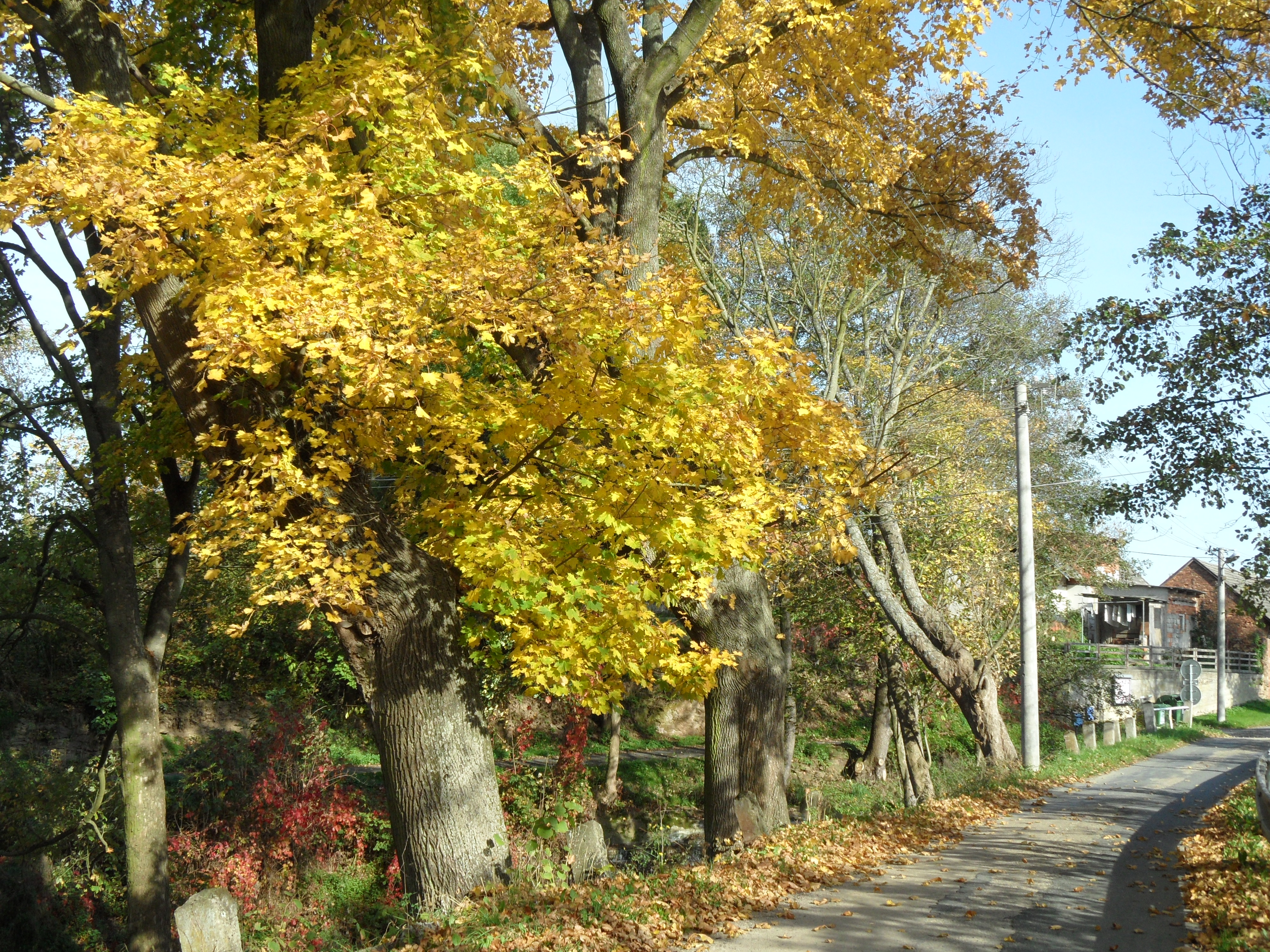
Stromy na hrázi